# Tiro con l'arco ai XVII Giochi paralimpici estivi
Le gare di tiro con l'arco ai XVII Giochi paralimpici estivi si sono svolte dal 29 agosto al 5 settembre 2024 presso il complesso dell'hôtel des Invalides.

## Formato
Le gare, che ricalcavano il formato della precedente edizione, compredevano sia l'arco ricurvo, sia l'arco composto (compound) ed erano divise in tornei individuali (maschili e femminili) e in tornei a squadre miste.

## Classificazione
Gli atleti erano classificati in due gruppi:
- W1: arcieri che gareggiavano su sedia a rotelle, con un certo grado di disabilità delle braccia e al tronco, che potevano usare un arco composto più leggero;
- Open: arcieri che potevano gareggiare su sedia a rotelle, appoggiati a uno sgabello o in piedi.

Gli atleti appartenenti alla classe Open potevano gareggiare nel torneo con arco ricurvo da una distanza di 70 metri; il bersaglio, largo 122 centrimetri, era composto da dieci cerchi concentrici con valore da 10 punti a 1 punto dal centro verso l'esterno.
Gli atleti che possedevano meno forza nelle braccia gareggiavano nel torneo con arco composto più leggero, da una distanza di 50 metri su un bersaglio di 80 centimetri, composto da cinque anelli con valore da 10 a 6 punti partendo dal centro.

## Calendario
Tutte le gare individuali sono iniziate il 29 agosto con un turno per il posizionamento (ranking round). Ad eccezione della gara individuale con arco composto della classe Open, tutti i tornei sono stati disputati in una sola giornata.
| Tiro con l'arco ai XVII Giochi paralimpici estivi | Tiro con l'arco ai XVII Giochi paralimpici estivi | Tiro con l'arco ai XVII Giochi paralimpici estivi | Tiro con l'arco ai XVII Giochi paralimpici estivi | Tiro con l'arco ai XVII Giochi paralimpici estivi | Tiro con l'arco ai XVII Giochi paralimpici estivi | Tiro con l'arco ai XVII Giochi paralimpici estivi | Tiro con l'arco ai XVII Giochi paralimpici estivi | Tiro con l'arco ai XVII Giochi paralimpici estivi | Tiro con l'arco ai XVII Giochi paralimpici estivi |
| Evento                                            | Classe                                            | Gio 29                                            | Ven 30                                            | Sab 31                                            | Dom 1                                             | Lun 2                                             | Mar 3                                             | Mer 4                                             | Gio 5                                             |
| ------------------------------------------------- | ------------------------------------------------- | ------------------------------------------------- | ------------------------------------------------- | ------------------------------------------------- | ------------------------------------------------- | ------------------------------------------------- | ------------------------------------------------- | ------------------------------------------------- | ------------------------------------------------- |
| Arco composto                                     | W1                                                | uomini donne                                      |                                                   | donne                                             | uomini                                            | misto                                             |                                                   |                                                   |                                                   |
| Arco composto                                     | Open                                              | uomini donne                                      | uomini donne                                      | donne                                             | uomini                                            | misto                                             |                                                   |                                                   |                                                   |
| Arco ricurvo                                      | Open                                              | uomini donne                                      |                                                   |                                                   |                                                   |                                                   | donne                                             | uomini                                            | misto                                             |

|  | Fasi iniziale dei tornei |  | Finali medaglia d'oro e di bronzo |

## Podi

### Individuale uomini
| Evento        | Classe | Oro             | Argento       | Bronzo              |
| ------------- | ------ | --------------- | ------------- | ------------------- |
| Arco composto | W1     | Jason Tabansky  | Han Guifei    | Zhang Tianxin       |
| Arco composto | Open   | Matt Stutzman   | Ai Xinliang   | He Zihao            |
| Arco ricurvo  | Open   | Harvinder Singh | Łukasz Ciszek | Mohammad Reza Ameri |

### Individuale donne
| Evento        | Classe | Oro        | Argento         | Bronzo            |
| ------------- | ------ | ---------- | --------------- | ----------------- |
| Arco composto | W1     | Chen Minyi | Šárka Musilová  | Tereza Brandtlová |
| Arco composto | Open   | Öznur Cüre | Fatemeh Hemmati | Jodie Grinham     |
| Arco ricurvo  | Open   | Wu Chunyan | Wu Yang         | Elisabetta Mijno  |

### A squadre miste
| Evento        | Classe | Oro                                       | Argento                              | Bronzo                             |
| ------------- | ------ | ----------------------------------------- | ------------------------------------ | ---------------------------------- |
| Arco composto | W1     | Chen Minyi Zhang Tianxin                  | Okgeum Kim Hong Jo Park              | Daila Dameno Paolo Tonon           |
| Arco composto | Open   | Jodie Grinham Nathan MacQueen             | Fatemeh Hemmati Hadi Nori            | Rakesh Kumar Sheetal Devi          |
| Arco ricurvo  | Open   | Italia Elisabetta Mijno Stefano Travisani | Turchia Merve Nur Eroğlu Sadık Savaş | Slovenia Živa Lavrinc Dejan Fabčič |